# Sint-Jacobuskerk (Eversel)

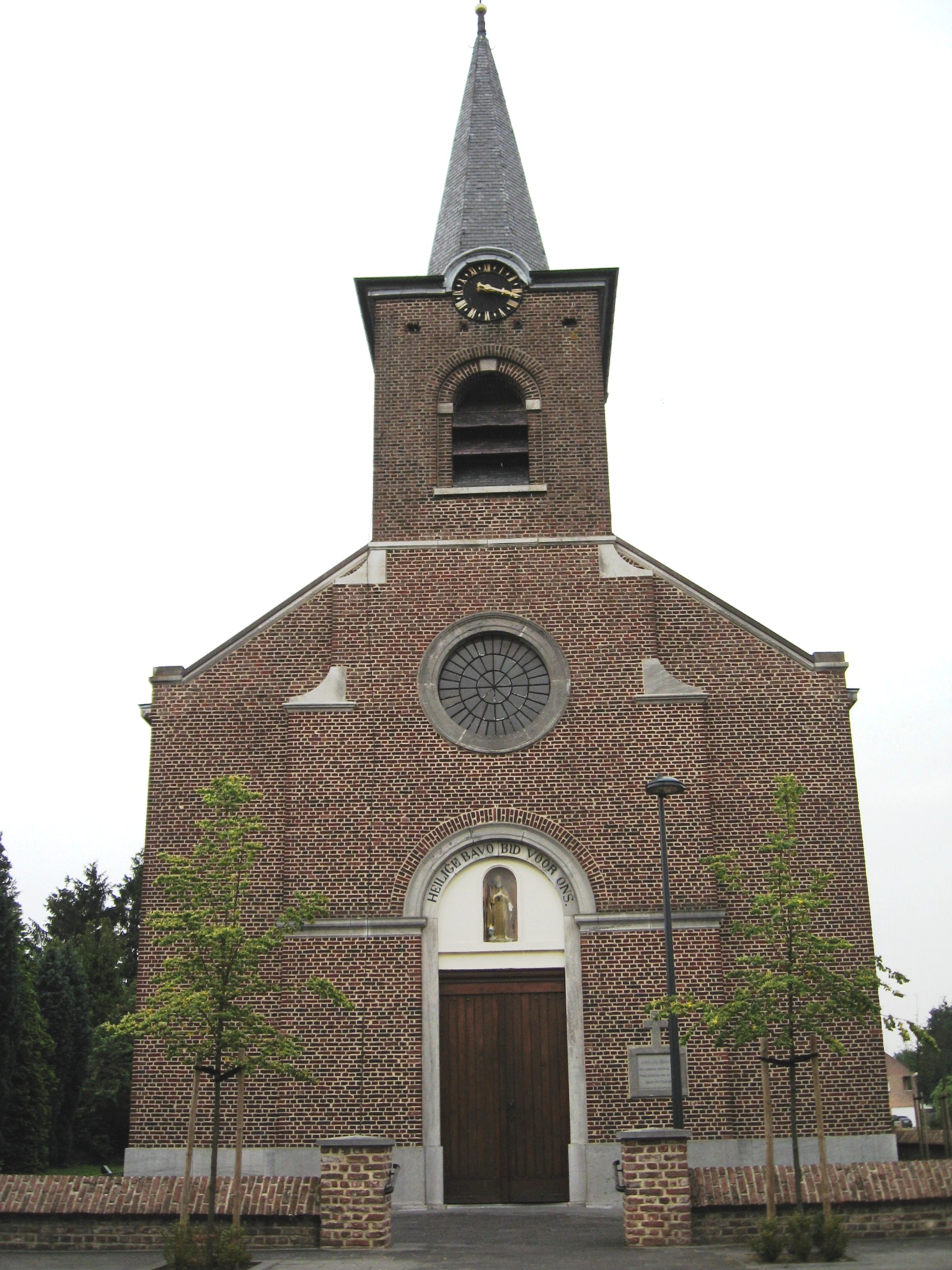
Sint-Jacobuskerk

De Sint-Jacobuskerk is de parochiekerk van Eversel, een gehucht en parochie in het noordwesten van de Belgische gemeente Heusden-Zolder. De kerk ligt aan Everselkiezel 93.
Het betreft een eenvoudige neoclassicistische, bakstenen zaalkerk uit 1849, een eenbeukig gebouw met ingebouwde westtoren. De architect was Lambert Jaminé. Het kerkmeubilair omvat een beeld van Sint-Bavo uit ongeveer 1700 en een houten beeld van de Heilige Berthilia uit de 17e eeuw. Ook zijn er diverse neoclassicistische eiken meubelen, zoals een biechtstoel, zwartmarmeren hoofdaltaar en zijaltaren, preekstoel en doksaal. Het orgel is afkomstig van de Sint-Willibrorduskerk te Heusden en werd in 1770 gebouwd. In de tweede helft van de 19e eeuw werd het verbouwd.

## Geschiedenis
In 1511 werd er te Eversel een kapel gebouwd die toegewijd was aan Sint-Christoffel en die bediend werd door de paters Augustijnen uit Hasselt. In de 17e eeuw werd het karabijngilde Sint-Jacob opgericht. Rond 1750 werd er een nieuwe kapel gebouwd die toegewijd was aan Sint-Jacobus de Meerdere en die bediend werd door de pastoor van Heusden. Dit blijkt uit een document van 1759 waarin sprake was van de oude kapel die op de vroente gesteen heeft. De nieuwe kapel bleef bestaan tot 1940.
In 1839 werd Eversel een zelfstandige parochie. De nieuwe parochiekerk, die eveneens aan Sint-Jacobus de Meerdere toegewijd was, werd in 1849 ingewijd. In 1991 werd de kerk gerestaureerd.